# Sarsina electa
Sarsina electa är en fjärilsart som beskrevs av William Schaus 1912. Sarsina electa ingår i släktet Sarsina och familjen tofsspinnare. Inga underarter finns listade.